# Republic (schip, 1903)
De SS Columbus of RMS Republic II was een Brits passagiersschip van eerst de rederij Dominion Line uit Liverpool en later de rederij White Star Line.

## Aanvaring
Op 22 januari 1909 vertrok de SS Republic met 525 passagiers en 297 bemanningsleden onder bevel van kapitein Sealby Inman vanuit New York richting Genua.
's Nachts rond 5.47 uur voeren de Florida in de mist tegen de bakboordflank van de SS Republic. De voorsteven van de Florida werd 10 meter ingedrukt waarbij twee zeemannen overleden. De wand van de Republic scheurde waarbij drie passagiers in hun hut werden gedood.
De Florida raakte los, bleef drijven en bestuurbaar dankzij het aanvaringsschot en verdween in de mist.
Doordat de machinekamer van de Republic geraakt was, was het schip onbestuurbaar en kon het schip ontploffen door te hoge keteldruk. Doordat J.G. Legg, de vierde machinist de keteldruk losliet, werd al één probleem opgelost. Ook de generator stond onder water zodat men enkel het noodsignaal op een reservebatterij kon doorsturen met slechts 80 km reikwijdte. Het kuststation Siasconset kon net het signaal opvangen en stuurde het door. Hierdoor konden de Touraine (Frans lijnschip) en de Baltic (White Star Line, een zusterschip van de Republic) te hulp snellen. Ook de Florida kwam terug naar de plaats van de aanvaring om hulp te bieden en nam alle passagiers over. Toen ook de Baltic aankwam, werden alle 1650 passagiers van zowel de Republic als de Florida overgebracht naar de Baltic.
Tegen de morgen waren er nog enkele passagiersschepen, vrachtschepen en kustwachtkotters te hulp gesneld en vertrokken de Baltic en Florida richting New York. De Republic was nog steeds drijvende en werd op sleeptouw genomen door de kustwacht-kotter Gresham en de torpedobootjager Seneca.
Uiteindelijk verlieten alle bemanningsleden het schip met uitzondering van de kapitein en de ongehuwde stuurman Williams. Op 23 januari om 8.40 uur zonk het schip en beide mannen werden uit het water gevist.

## Wrak
Het wrak werd gevonden in 1981 door Martin Bayerle op 82 meter diepte op 80 km ten zuiden van het eiland Nantucket. Er zou goud aan boord zijn geweest maar men kon dit nog niet terug vinden. In 2005 werden ook de bergingsrechten toegewezen aan Bayerle die plannen maakte om het schip te lichten in 2010. De toestand van het schip liet dit niet toe.